# Constant Grecescu
Constant Grecescu (n. 17 octombrie 1900, com. Grecești, Județul Dolj, România – d. 6 iunie 1959, București) a fost un istoric român.

## Viața și activitatea
Constant Grecescu s-a născut la data de 17 octombrie 1900, în Grecești, județul Dolj. A absolvit liceul la Turnu Severin și a urmat studiile universitare în București. Între anii 1926-1928, a activat ca arhivar în cadrul Arhivelor Statului București. Începând cu 1928 a fost numit asistent universitar. În 1943 a devenit conferențiar al facultății de istorie, activând în cadrul catedrei de istorie a românilor. A obținut titlul de doctor în istorie în 1945. Între 1943 și 1949 a fost profesor la Școala Superioară de Arhivistică. Începând cu 1949 și până la moartea sa din 1959, a lucrat în cadrul Institului de Istorie al Academiei, unde a ocupat funcțiile de subdirector de secție, consilier științific, director de secție și cercetător științific principal.
Principalul său domeniu de interes a fost analiza critică a izvoarelor istorice românești. A avut, de asemenea, cunoștințe avansate de paleografie chirilică.

## Opera
- Constant Grecescu, Istoria Țării Românești de la octombrie 1688 până la martie 1717. Cronică anonimă, București, 1959.
- Constant Grecescu, Radu Popescu vornicul, Istoriile domnilor Țării Românești, București, 1963.
- Constant Grecescu (coord.), Istoria Țării Românești. 1290-1690. Letopisețul Cantacuzinesc, București, 1960.